# El origen del hombre
El origen del hombre (en el original inglés The Descent of Man, and Selection in Relation to Sex), traducido también como El origen del hombre y la selección en relación con el sexo es un libro inglés sobre la teoría de la evolución centrada en la
evolución humana del científico y naturalista Charles Darwin, publicado por primera vez en el original inglés el 24 de febrero de 1871 y en castellano en 1876.

## Evolución humana
Es el segundo libro sobre la teoría de la evolución de Charles Darwin, después de su libro de 1859, El origen de las especies. En El origen del hombre, Darwin aplica la teoría de la evolución de la selección natural a la evolución humana haciendo especial hincapié en la importancia de la selección sexual. Además, el libro aborda muchos otros aspectos sobre psicología evolutiva, ética evolutiva, diferencias entre las distintas razas de seres humanos, así como el papel dominante de la mujer en la elección de compañeros de apareamiento.
Charles Darwin, al final de su libro, nos indica cuál es la principal conclusión en relación con el origen del hombre:

La principal conclusión a la que aquí se ha llegado, y que actualmente apoyan muchos naturalistas que son bien competentes para formar un juicio sensato, es que el hombre desciende de alguna forma altamente menos organizada. Los fundamentos sobre los que reposa esta conclusión nunca se estremecerán, porque la estrecha semejanza entre el hombre y los animales inferiores en el desarrollo embrionario, así como en innumerables puntos de estructura y constitución, tanto de importancia grande como minima (los rudimentos que conserva y las reversiones anómalas a las que ocasionalmente es propenso) son hechos incontestables.
Charles Darwin